# Персидский Байан

Страница из оригинального текста

Персидский Байан (с араб. — «بیان »— Bayân) — книга Баба, пророка-основателя Религии Байана, почитаемая Народом Байана, как Священное Писание.
Начало декламирования и записи Персидского Байана — 23 мая 1844 года. Запись производил Ака Сэйид Хусейн из Йезда, кто являлся одной из первых Букв Жизни, Буквой Син — ﺱ.
Персидский Байан содержит 19 Единств, а в каждом Единстве — 19 глав, всего 19 х 19 = 361 глава. Каждая его глава имеет аннотацию на арабском языке, которая обычно резюмирует содержание главы, выполненной, как основной текст, на персидском языке.
Из всего Персидского Байана известны (опубликованы) 11 Единств, из которых наиболее известны 8 полных Единств и первая часть 9-го Единства (главы с 1 по 10, включительно). Эта часть Персидского Байана переведена на французский, английский и русский языки. Другая часть этой книги менее известна и опубликована только на оригинальном языке без перевода. Это окончание 9-го Единства (то есть Главы 11-19) и Единства 10, 11.
Эта книга содержит:
- объявляет факт прихода Смысла Разъяснения, кто есть Имам Махди,
- отменяет Исламские догматы,
- содержит важные положения нового религиозного цикла,
- напоминает о «Том Кого Бог явит» (о возврате Мессии) после завершения развития цикла Байаник.

Баб и некоторые из его последователей игнорировали грамматические языковые традиции, перейдя к творческому освобождению речи от морфологических и синтаксических ограничений. Есть мнение, что такие изменения в речи основаны на представлениях о возникновении морфологии и синтаксиса еще во времена Древнего Вавилона.
Сеид Али Мухаммад из Шираза в своей переписке (1850) с Сеидом Мирзой Яхьей Нури, указал Мирзе Яхье, что именно он продиктует вторую часть Персидского Байана, но до сих пор вся вторая часть этой книги достоверно неизвестна русскоязычным читателям и исследователям.